# Cernay (Vienne)
Cernay is een gemeente in het Franse departement Vienne (regio Nouvelle-Aquitaine) en telt 384 inwoners (1999). De plaats maakt deel uit van het arrondissement Châtellerault.

## Geografie
De oppervlakte van Cernay bedraagt 3,3 km², de bevolkingsdichtheid is 116,4 inwoners per km².
De onderstaande kaart toont de ligging van Cernay (Vienne) met de belangrijkste infrastructuur en aangrenzende gemeenten.

## Demografie
Onderstaande figuur toont het verloop van het inwonertal (bron: INSEE-tellingen).